# 達云
達雲（?—?），明朝名將，涼州衛人，驍勇而有謀略。
達雲從軍於萬曆中葉，以繼承祖父輩世職成為指揮僉事，後來又被提拔為守備、肅州游擊將軍，在西陲戰功第一。時俺答從子永邵卜入犯，達雲引兵設伏，提精兵二千與其交戰，斬首六百八十餘級，獲駝馬戎器無數，為諸將戰功第一。後又歷西寧參將、總兵等，功績顯著。
後來以秋防工作病死軍中，朝廷追贈為太子太保。明史給予良好評價，稱「雲為將，先登陷陣，所至未嘗挫衄，名震西陲，為一時邊將之冠」。 
有子達奇昌，萬曆末年官至昌平總兵官。